# Sobrado na rua Benjamin Constant, n.º 1
O Sobrado à Rua Benjamin Constant, n. 1 é uma edificação localizada em Cachoeira, município do estado brasileiro da Bahia. Foi tombado pelo Instituto do Patrimônio Histórico e Artístico Nacional (IPHAN) em 1943, através do processo de número 243.
Atualmente funcionam no endereço uma Loja Maçônica no pavimento superior, e um Escritório de Contabilidade no térreo.

## Arquitetura
Este sobrado oitocentista conta com três pavimentos no alinhamento do térreo, sendo o primeiro andar destinado ao comércio e os demais, à habitação. Sua fachada apresenta portas de vergas retas, no térreo; no segundo pavimento, janelas com parapeito de balaústas vedadas nas extremidades e rasgadas com balcão no centro e, no terceiro pavimento, janelas de peitoril. No frontão, localizado no centro, os símbolos da loja. O frontispício possui, ainda, cunhais, cimalha e platibanda corrida que atingem a fachada lateral, estando o edifício coberto por telhado de duas águas.

## Tombamento
Foi tombado pelo IPHAN em 1943, recebendo tombo de belas artes (Inscrição 281/1943).